# Les Contes de Terremer
Pour le recueil de Ursula K. Le Guin, voir Contes de Terremer.
Les Contes de Terremer (ゲド戦記, Gedo senki) est un film d'animation japonais de Gorō Miyazaki du Studio Ghibli, sorti en 2006. L'histoire est librement inspirée des premier, troisième et quatrième livres du cycle de Terremer, d'Ursula K. Le Guin : Le Sorcier de Terremer, L'Ultime Rivage et Tehanu. Le film reprend aussi beaucoup d'éléments du Voyage de Shuna, un manga de Hayao Miyazaki.
L'histoire se déroule à Terremer, un monde imaginaire peuplé d'êtres humains et de dragons. Le prince Arren, un adolescent en quête d'identité, fuit son château et erre dans la campagne après avoir tué son père. Il rencontre Épervier, la jeune Therru ainsi qu'un terrible sorcier. Arren découvre progressivement comment dépasser ses peurs et s'affirmer.

## Synopsis
Alors qu'une galère de guerre navigue dans une tempête, deux dragons se battent au-dessus des nuages, et l'un d'eux se fait tuer par son semblable. Dans le royaume d'Enlad, le sorcier royal Racine proclame que le comportement des dragons est le signe d'une perte d'équilibre dans le monde. Le roi doit faire face à une maladie qui se répand dans son royaume et à la disparition de son fils, le prince Arren. Au milieu de la nuit, Arren tue son père, vole son épée et s'enfuit du château.
Arren voyage dans le désert et est sauvé d'une meute de loups par l'archimage Épervier. Ensemble, ils voyagent jusqu'à la cité d'Horteville. Alors que le prince explore la ville seul, il sauve une jeune fille nommée Therru d'un groupe d'esclavagistes dirigé par un homme appelé le Lièvre. Plus tard dans la nuit, Arren est capturé par les mêmes esclavagistes et privé de son épée, qui est jetée à la mer. Épervier sauve le prince de la caravane d'esclaves et l'emmène à la ferme de Tenar, une amie de longue date qui vit avec Therru.
L'intervention d'Épervier contre la caravane d'esclaves du Lièvre met en colère le maître de ce dernier, le puissant sorcier Aranéide. Il veut que l'archimage soit amené dans son château. Pendant ce temps, Épervier annonce à Arren qu'il cherche un moyen de rétablir l'équilibre rompu du monde, puis reprend ses recherches à Horteville. Là, il achète l'épée d'Arren sur l'étal d'un marchand et parvient à échapper au Lièvre tout en apprenant l'existence du château d'Aranéide.
Arren avoue à Therru qu'il a tué son père et qu'il sent une présence inconnue le suivre. Pour cette raison, il quitte la ferme, mais il est suivi par la présence, qui est une image-miroir de lui-même. Le prince tombe inconscient après avoir trébuché dans un marais en fuyant son double. Aranéide le recueille et l'amène dans son château, où il manipule Arren avec une potion pour qu'il révèle son « vrai nom », Lebannen, afin de le contrôler. Pendant ce temps, le Lièvre capture Tenar pour attirer Épervier dans le château, laissant Therru attachée à un poteau pour qu'elle transmette le message. La jeune fille se libère et va à la rencontre d'Épervier, qui lui donne l'épée du prince et lui conseille de retourner à la ferme en attendant qu'il revienne avec Tenar. Épervier s'introduit dans le château et affronte Aranéide, qui n'est autre que son ancien disciple. Épervier apprend qu'Aranéide cherche à ouvrir la porte entre la vie et la mort pour essayer de gagner la vie éternelle, provoquant du même coup l'effondrement de l'équilibre du monde. Épervier tente d'avertir Aranéide des conséquences de ses actes, mais son adversaire envoie Arren pour le tuer. Épervier libère le prince du contrôle d'Aranéide mais est capturé par le Lièvre, affaibli par les pouvoirs de son ancien disciple qui recouvrent le château.
Pendant ce temps, Therru est partie sur les routes pour retrouver Épervier. Elle rencontre le double d'Arren, qui lui montre le bon chemin jusqu'au château. Il explique qu'il est la lumière au sein du prince, et révèle à la jeune fille son véritable nom. Therru entre dans le château et apprend l'exécution d'Épervier et Tenar au lever du soleil en espionnant le Lièvre. Elle trouve Arren, coupable et désespéré, et lui redonne espoir en l'appelant par son vrai nom et en lui confiant son propre vrai nom, Tehanu. Ils se précipitent pour sauver Épervier et Tenar. Le prince affronte les hommes du Lièvre puis Aranéide, et finit par dégainer son épée, qui était scellée par la magie. Arren coupe la main du sorcier qui tient son bâton, le privant d'une partie de ses pouvoirs et le faisant vieillir rapidement. Croyant leur maître perdu, le Lièvre et ses soldats fuient le château. Mais Aranéide est encore une menace, et capture Therru. Il s'enfuit vers la plus haute tour du château, avec Arren à sa poursuite. Le prince tente de lui expliquer ce qu'il a appris de Therru et d'Épervier sur la vie et la mort, mais le sorcier flétri refuse d'écouter et utilise ses dernières forces magiques pour étrangler Therru. Au lieu de mourir, elle révèle sa véritable forme, celle d'un dragon, qui possède la vie éternelle. Therru tue Aranéide avec son souffle de feu et sauve Arren de la tour qui s'effondre.
Épervier et Tenar quittent le château tandis que Therru et Arren atterrissent dans un champ où la jeune fille se retransforme en humaine. Le prince lui dit qu'il va repartir chez lui pour se repentir de son crime, mais qu'il reviendra la voir un jour. Arren et Épervier passent quelques jours dans la ferme de Tenar, avant de partir pour Enlad. Au moment des adieux, Therru lève les yeux pour voir un groupe de dragons voler ensemble dans le ciel, indiquant que l'équilibre du monde a été restauré.

## Fiche technique
- Titre : Les Contes de Terremer
- Titre original : ゲド戦記 (Gedo senki?)
- Titre anglophone : Tales from Earthsea
- Réalisation : Gorō Miyazaki
- Scénario : Gorō Miyazaki et Keiko Niwa, d'après une idée de Hayao Miyazaki, librement inspirée de l'œuvre d'Ursula K. Le Guin
- Musique : Tamiya Terashima et Carlos Núñez
- Couleur : Michiyo Yasuda
- Photographie : Atsushi Okui
- Production : Toshio Suzuki
- Studio d'animation : Studio Ghibli
- Sociétés de distribution : 
  - Japon : Tōhō
  - France : Buena Vista International
- Produit en coopération avec Studio Ghibli, Nippon Television Network, Dentsu, Hakuhodo DY Media Partners, Disney, d-rights et Tōhō
- Date de sortie : 
  - Japon : 29 juillet 2006
  - France : 4 avril 2007

## Distribution des voix
|                           | Japonais        | Français        |
| ------------------------- | --------------- | --------------- |
| Prince Arren / Lebannen   | Jun'ichi Okada  | Rémi Bichet     |
| Archimage Épervier / Ged  | Bunta Sugawara  | Georges Claisse |
| Therru / Tehanu           | Aoi Teshima     | Nadine Girard   |
| Tenar                     | Jun Fubuki      | Françoise Cadol |
| Le Lièvre (Usagi en VO)   | Teruyuki Kagawa | Boris Rehlinger |
| Aranéide (Kumo en VO)     | Yūko Tanaka     | Armelle Gallaud |
| Le roi d'Enlad            | Kaoru Kobayashi | Pierre Dourlens |
| La reine d'Enlad          | Yui Natsukawa   | Malvina Germain |
| Le vendeur d'Hazia        | Takashi Naitō   | André Chaumeau  |
| La marchande d'Horteville | Mitsuko Baishō  | Perette Pradier |
| Le Faiseur de Temps       |                 | Adrien Antoine  |
| Un ministre d'Enlad       |                 | Bernard Alane   |
| Un ministre d'Enlad       |                 | Vincent Grass   |
| Racine                    |                 | Pierre Baton    |
| Le capitaine              |                 | Gérard Surugue  |

## Production

### Genèse et développement
Les Contes de Terremer est la première adaptation en film d'animation du Cycle de Terremer d'Ursula K. Le Guin. Par le passé, de nombreux réalisateurs, dont Hayao Miyazaki, ont tenté d'adapter le cycle de Terremer au cinéma, mais leurs projets ont été désapprouvés par l'autrice elle-même. Lorsque Le Guin a entendu parler pour la première fois de l'intérêt de Miyazaki pour l'adaptation de son œuvre, elle n'avait vu aucun de ses films et associait l'animation aux productions de Disney, si bien qu'elle a rejeté sa demande.
En 2003, après avoir remporté un Oscar pour Le Voyage de Chihiro, Hayao Miyazaki reçoit l'approbation de Le Guin mais il est occupé à réaliser Le Château ambulant. Le directeur du Studio Ghibli, Toshio Suzuki, décide que le fils de Hayao, Gorō Miyazaki, qui est conseiller sur le film, doit se voir confier son premier travail de réalisation pour l'adaptation. Hayao désapprouve cette décision, estimant que Gorō n'a pas l'expérience nécessaire. Ils ne se seraient pas parlé pendant la production du film. Hayao a par la suite reconnu le travail de son fils lors de sa première avant-première. Certains estiment qu'une partie importante de l'intrigue a été adaptée du roman graphique Le Voyage de Shuna du père du réalisateur, avec de nombreuses références directes. Le Guin, devenue une fan inconditionnelle de l'œuvre de Hayao Miyazaki à la suite de leur première rencontre, souhaitait qu'il réalise le film. Bien qu'également déçue par le choix de Gorō comme réalisateur, elle a été informée par le Studio Ghibli que Hayao superviserait la production du film.

### Bande originale
La bande originale des Contes de Terremer est composée et dirigée par Tamiya Terashima et est publiée par Tokuma Japan Communications et Studio Ghibli Records sous la forme d'un SACD-CD hybride multicanal le 12 juillet 2006. Carlos Núñez est un collaborateur important de la bande-son, apportant son ocarina, son sifflet et sa gaïta (une sorte de cornemuse) galicienne à onze des vingt et une pistes. La chanteuse Aoi Teshima participe à deux des titres. Un autre album, "Melodies from Gedo senki", sort le 17 janvier 2007 et comprend des morceaux inédits de la bande originale de Gedo senki ainsi que de nouveaux morceaux de Núñez,.

## Accueil

### Box-office
Le film atteint la première place du box-office japonais dès sa semaine d'ouverture, avec des recettes s'élevant de plus de 900 millions de yens, soit 7,7 millions de dollars américains, repoussant Pirates des Caraïbes : Le Secret du coffre maudit à la deuxième place et devenant le film numéro un du pays pendant cinq semaines. Il devient le quatrième film le plus rentable de l'année au Japon, et le film japonais le plus rentable de l'année, avec 7,65 milliards de yens. En 2020, il a rapporté 7,84 milliards de yens au Japon et 75,5 millions de dollars dans le monde.

### Critiques
Rotten Tomatoes rapporte que 40 % des critiques ont donné au film un avis positif sur la base de 40 critiques avec une note moyenne de 5,2/10. Il s'agit du film du Studio Ghibli le moins bien noté sur le site, jusqu'à Aya et la Sorcière (2020), qui est également réalisé par Gorō. Sur Metacritic, le film détient une note moyenne pondérée de 47 sur 100 sur la base de 11 critiques, ce qui indique des « critiques mitigées ou moyennes ».
L'accueil critique au Japon a été favorable mais mitigé par rapport à celui des autres films de Ghibli. Gorō Miyazaki a reçu le prix japonais Bunshun Raspberry Award du « pire réalisateur », et Les Contes de Terremer le prix du « pire film » à la fin de l'année 2006. Il est nommé en 2007 pour le Japan Academy Prize du meilleur film d'animation de l'année, remporté finalement par La Traversée du temps ; le film est aussi sélectionné dans la section hors compétition de la Mostra de Venise 2006.

### Réaction d'Ursula K. Le Guin
Bien qu'elle ait été positive quant à l'esthétique du film, écrivant que « la majorité du film est très beau », Ursula K. Le Guin s'est fortement opposée à sa réimagination du sens moral des livres et à sa plus grande concentration sur la violence physique. « Le mal a été confortablement extériorisé dans un méchant », écrit-elle, « le sorcier Aranéide, qu'il suffit de tuer, ce qui résout tous les problèmes. Dans la fantasy moderne (littéraire ou gouvernementale), tuer des gens est la solution habituelle à la soi-disant guerre entre le bien et le mal. Mes livres ne sont pas conçus en termes d'une telle guerre, et n'offrent pas de réponses simples à des questions simplistes ».
Elle a déclaré que l'intrigue s'écartait tellement de son histoire qu'elle « regardait une histoire entièrement différente, mise en scène de manière confuse par des personnages portant les mêmes noms que dans mon histoire ». Elle a également fait l'éloge de certaines représentations de la nature dans le film, bien qu'elle ait déploré le manque de budget par rapport aux œuvres précédentes de Hayao Miyazaki, ainsi que la place importante accordée aux scènes de violence. Sa première réponse à Gorō Miyazaki a été : « Ce n'est pas mon livre. C'est votre film. C'est un bon film ». Toutefois, elle a déclaré que le commentaire divulgué sur le blog public du film ne reflétait pas ses véritables sentiments à l'égard du fait que le film s'éloigne largement des histoires originales ; « en prenant des morceaux hors de leur contexte, et en remplaçant les intrigues par une intrigue entièrement différente... ».